# 利特尔伍德定律
利特尔伍德定律（Littlewood's law），指的是一个人大致一个月就会有一次见到所谓的“奇迹”。

## 提出
该定律由英国剑桥大学教授约翰·伊登斯尔·利特尔伍德提出，发表在他1986年出版的作品集《一个数学家的杂集》里。他提出这个定律的目的是破除人们对超自然现象的迷思。这个定律和巨数定律相关。巨数定律认为，只要样本数量足够大，不管多么难以想象的事情都会发生。需要指出这两个定律都不是经过严格证明的统计学定律。

## 定律内容
利特尔伍德定义“奇迹”为以百万分之一概率发生的稀有事件。他假设当一个人在清醒的时候每秒能觉察到一个事件，该事件可能是一个稀有事件，也可能是很平常的事件。利特尔伍德还假设一个人每天有8小时足够清醒和警觉。因此，在35天时间里这个人察觉到的事件数就会到达一百万。于是根据“奇迹”的定义，平均35天就会有一个所谓的“奇迹”出现。从这个角度看，我们以为的奇迹实际并非那么罕见。

## 链接
- Littlewood定律（页面存档备份，存于） 这个英文网页是对《Debunked! ESP, Telekinesis, Other Pseudoscience》的评论，作者是Freeman J. Dyson，发表在《纽约书评》上。获取全文需付费。